# Fighting Soccer
Fighting Soccer is een computerspel. Het voetbalspel werd ontwikkeld en uitgegeven door SNK. Het kwam in 1988 uit als Arcadespel. Een jaar later werd het gepoort voor de Amstrad CPC, Atari ST, Commodore 64 en de ZX Spectrum. In 1990 kwam een versie uit voor de Commodore Amiga. Het computerspel kent een klein veld, dat van boven wordt weergegeven, en grote sprites. Het spel kan worden gespeeld met een joystick voorzien van twee knoppen.

## Platforms
| Jaar | Platform                                         |
| ---- | ------------------------------------------------ |
| 1988 | Arcade                                           |
| 1989 | Amstrad CPC, Atari ST, Commodore 64, ZX Spectrum |
| 1990 | Amiga                                            |

## Ontvangst
| Beoordeeld door        | Platform     | Datum         | Score |
| ---------------------- | ------------ | ------------- | ----- |
| Amiga Joker            | Amiga        | november 1989 | 46%   |
| Power Play             | Amiga        | januari 1990  | 41%   |
| The Games Machine (GB) | Amiga        | januari 1990  | 29%   |
| The Games Machine (GB) | ZX Spectrum  | januari 1990  | 28%   |
| The Games Machine (GB) | Commodore 64 | januari 1990  | 23%   |
| Power Play             | Commodore 64 | januari 1990  | 16%   |